# Mariestads-archipel
De scherenkust van Mariestad of Mariestads-archipel (Zweeds: Mariestads skärgård) is een zogenoemde scherenkust in het Vänermeer. Het is naar oppervlakte een van de grootste archipels in Zweden. De archipel is gelegen ten noord-noordoosten van de stad Mariestad in het landschap Västergötland. De grootste eiland behorend tot de archipel zijn Torsö en Brommö. Torsö is via een brug verbonden met het vasteland, maar om op Brommö te komen moet men met de veerboot. Andere eiland behorend tot de archipel zijn onder andere Dillö, Onsö, Hovden en Kalvöarna.